# Thomas Wentworth (1593-1641)
Pour les articles homonymes, voir Thomas Wentworth et Strafford.
Thomas Wentworth (né le 13 avril 1593 et mort le 12 mai 1641), 1er comte de Strafford, est un homme d'État anglais et l'un des principaux protagonistes de la période précédant la Première Révolution anglaise. Il siège au parlement en tant que partisan du roi Charles Ier. De 1632 à 1639 il exerce une dure répression en tant que Lord Deputy d'Irlande. Rappelé en Angleterre, il devient l'un des plus proches conseillers du roi, et s'efforce de renforcer le pouvoir de la Couronne face au Parlement d'Angleterre. Pourtant, lorsque le parlement le condamne à mort, Charles signe la sentence et Wentworth est décapité.

## Biographie
Né à Londres, il était le fils de sir William Wentworth de Wentworth Woodhouse, près de Rotherham, descendant d'une vieille famille du Yorkshire, et d’Anne Atkins, fille de sir Robert Atkins of Stowell (Gloucestershire). Thomas Wentworth étudia les arts à St John's College (Cambridge), puis le droit à Inner Temple en 1607, et en 1611 fut armé chevalier et marié à Margaret Clifford, fille de Francis Clifford, 4e comte de Cumberland.

### Début de sa carrière parlementaire
Wentworth entra au Parlement d'Angleterre en 1614 en tant que député du Yorkshire dans ce qu’on appela le « Parlement stérile ». Il s’opposait à la politique de Jacques Ier d'Angleterre, par des altercations avec le conseiller le plus en vue et favori du roi, George Villiers, 1er duc de Buckingham ; mais il ne prit vraiment part aux débats qu’au Parlement de 1621, où il représentait la même circonscription. Sa position était d’ailleurs ambivalente, car s’il désapprouvait le zèle déployé par le parti populaire en faveur d’une guerre contre l'Espagne, le refus du roi Jacques de reconnaître les droits et prérogatives du Parlement le poussèrent à soutenir les motions de la Chambre des communes, et il se joignit aux protestations après la dissolution de la troisième chambre par le roi.
En 1622 la femme de Wentworth mourut, et, en février 1625, il épousa Arabella Holles, la fille de John Holles, 1er comte de Clare. Il représentait Pontefract au Parlement de 1624, mais semble avoir peu siégé. À cette époque, il était surtout partisan d’éviter les complications avec l’étranger et de « s’occuper d'abord des affaires du pays » (do first the business of the commonwealth).
En juin 1625, dans le premier Parlement du roi Charles Ier, Wentworth représentait encore le Yorkshire, et manifesta son hostilité au projet de guerre contre l’Espagne en soutenant une motion d’ajournement avant même que la Chambre examinât le projet. Il s'opposa au vote de subsides de guerre présenté par le duc de Buckingham (après la mort de Jacques Ier, Buckingham était devenu le premier ministre du roi Charles), et après la dissolution du Parlement en novembre, fut nommé sherif du Yorkshire, un poste qui lui interdisait de siéger à la nouvelle chambre, qui recommença à se réunir en 1626.
En janvier 1626, Wentworth postula à la présidence du Council of the North, et fut même reçu par le ministre Buckingham. Mais, après la dissolution du Parlement, il fut démis de sa charge de justiceship of the peace et de custos rotulorum du Yorkshire (qu'il détenait depuis 1615) probablement à cause de son refus de laisser la cour lever un emprunt national sans la caution des députés. En 1627, un nouveau refus de contribuer à l'emprunt forcé entraîna sa mise en détention.

### La Pétition des Droits et ses conséquences
En 1628, Wentworth était l'un des partisans les plus en vue de la Pétition des Droits, qui visait à modérer les prérogatives du roi. Après que Charles eut agréé (à contre-cœur) cette pétition, Wentworth jugea opportun de rejoindre le parti de la Couronne ; il retourna sa veste, affirmant que « L’autorité d'un roi est la clef de voûte de l’ordre et du bon gouvernement. » C'est ainsi que le 22 juillet 1628, il fut anobli baron Wentworth.
Au cours de la session parlementaire de 1628, Wentworth joignit sa voix à celle des chefs de file populistes dans leur dénonciation des impôts et des peines de prison arbitraires, mais il fit en sorte cette fois d’épargner la Couronne. Il prit l'initiative d'un projet de loi qui aurait garanti les libertés des sujets de façon aussi entière que le fit la Pétition des Droits par la suite, mais, là encore, sans viser directement le roi. Cette proposition tourna court, tout autant par l’intransigeance du parti du parlement que par le refus entêté du roi Charles de faire des concessions, si bien que la prééminence au sein de la Chambre fut arrachée à Wentworth par John Eliot et John Coke. Quelques semaines plus tard il se querella même avec Eliot, qui ne voulait aucun compromis avec les Lords, compromis qui aurait permis au roi d’agir sans vote du Parlement dans les cas d'urgence.
Jusqu’alors Wentworth n'exerçait encore aucune fonction gouvernementale ; mais après l’assassinat du duc de Buckingham en décembre 1628, il fut élevé au rang de vicomte Wentworth et enfin porté à la présidence du Council of the North. Dans son discours d'investiture prononcé à York, il présenta un programme qui reprenait presque mot pour mot les propos de Francis Bacon, à savoir qu'il s'efforcerait de rendre indissociables les prérogatives de la Couronne et les libertés des sujets. « Quiconque, affirmait-il, oppose le droit d'un roi et celui de son peuple ne sera plus jamais en mesure de les concilier selon l'ordre et l'harmonie dans lesquels il les a trouvés ». Sa tactique annonçait déjà celle qu'il allait appliquer ensuite en Irlande, et qui allait alimenter l’accusation selon laquelle il cherchait à centraliser tous les pouvoirs au sein de l’exécutif au détriment des droits individuels et au mépris des libertés constitutionnelles.
La session parlementaire de 1629 s'acheva sur la rupture définitive entre le roi et la Chambre. Wentworth devait à présent décider s'il allait aider la Chambre des communes à dominer le roi ou aider le roi à mettre au pas les parlementaires. Il choisit la seconde option, se lança dans la répression avec toute l'énergie dont il était capable et se posa en défenseur de l'ancienne constitution menacée par ses opposants (le Parlement). À partir de ce moment, il fut pendant plus de dix ans l'un des deux plus éminents conseillers (l'autre étant l’archevêque William Laud) du roi, qui régna en monarque absolu, sans plus consulter les Chambres élues (période connue en Angleterre comme celle du « Règne personnel » et de la « tyrannie de onze ans »).

### Gouverneur d'Irlande
En novembre 1629, Wentworth devint conseiller du Roi, puis en janvier 1632, on le choisit comme Lord Deputy of Ireland, essentiellement du fait de sa réputation de sévérité. Il y appliqua la politique dite de « Thorough » (un intégrisme arminien et absolutiste prôné par l’archevêque Laud) avec dureté et obstination, inaugurant la tradition anglaise d’expérimenter en Irlande les réformes sociales et militaires. D'un autre côté, sa main de fer contribua à renforcer l'efficacité de l'administration royale en Irlande. Son refus d'accéder à la pétition des Graces (demandant la parité pour les Catholiques au Parlement d'Irlande) en 1634, quoique davantage motivé par des considérations fiscales que confessionnelles, lui aliéna la bienveillance des sujets irlandais. 

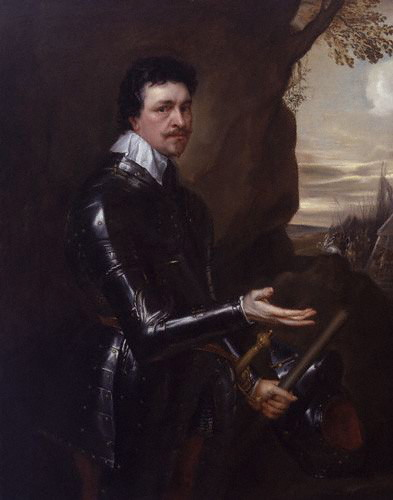
Thomas Wentworth, 1er comte de Strafford, en armure, portrait de 1639 par Antoine van Dyck.

Wentworth avait affaire à un peuple qui n'était encore jamais parvenu à une cohésion nationale, et qui avait accueilli quelques décennies plus tôt des colons anglais et écossais (cf. Plantations en Irlande), dont certains, comme les Normands, étaient de confession catholique, tandis que d'autres restaient attachés au Protestantisme. « Le lord deputy, écrivit sir Thomas Roe à Élisabeth de Bohême, fait des merveilles et gouverne en roi, et il a appris à ce royaume à nous faire envie en réunissant des assemblées et en s'en servant avec habileté. » Wentworth reforma l’administration, se débarrassant des notables anglais trop installés. Il manipulait les chambres élues pour cautionner ses décrets, et s'assura de leur coopération à l'occasion du vote de plusieurs lois particulièrement importantes. Il inaugura le commerce de vivres avec l’Espagne, développa les manufactures de lin, et encouragea par toutes sortes de mesures le développement des ressources de l’île.
Le revenu des droits de douane augmenta d'un peu plus de 25 000 £ en 1633–1634 à 57 000 £ en 1637–1638. Wentworth leva une armée, mit un terme à la piraterie, revivifia les églises et sauva les biens ecclésiastiques. Son administration énergique modéra la tyrannie des riches sur les pauvres ;  mais toutes ces mesures bénéfiques étaient appliquées de façon arbitraire, ce qui les rendit impopulaires. Le but poursuivi n'était d'ailleurs pas la prospérité des Irlandais, mais l'accroissement des bénéfices pour le Trésor d'Angleterre : ainsi, le comte de Strafford supprima le commerce des vêtements « à moins que cela ne porte préjudice aux exportations de cet important produit anglais ». Il y eut plusieurs condamnations pour contrebande dont celles d’Esmond, du chancelier Adam Loftus et du vicomte Annesley, Lord Mountnorris. Ce dernier fut d'ailleurs condamné à mort par Wentworth pour le forcer à démissionner de ses charges, puis fut gracié.
Strafford ignora les promesses faites aux colons par le roi Charles qu’aucun d'entre eux ne serait forcé de s’installer dans la province de Connaught, et en 1635 il produisit un diplôme caduc du XIVe siècle (la donation du fief de Connaught à Lionel d'Anvers, dont Charles était l'héritier) et demanda aux hauts-jurés de trouver des arguments en faveur des droits de la Couronne. Seul un comté, Galway, résista aux pressions, et la Court of exchequer confisqua les biens du comté rebelle, tandis que le comte de Strafford mettait son sherif à l’amende (1 000 £) pour avoir formé un tel jury, enfin cita les jurés à comparaître au tribunal du château pour y répondre de leur offense à la Couronne. En Ulster, la confiscation des biens des corporations souleva l’indignation contre le gouvernement.
Wentworth se défiait des Irlandais en tant que peuple. Son obsession était d’en faire des Anglais le plus vite possible, par les mœurs, les lois et la croyance. « Je vois trop bien, écrivit-il, qu’aussi longtemps que ce royaume persistera à suivre une ligne papiste, la Couronne d’Angleterre ne pourra se fier à ces gens ».
Jusqu’alors il n’avait jamais été mêlé aux affaires intérieures de l’Angleterre, et ce n’est qu’en février 1637 que le roi Charles le consulta sur une intervention du royaume dans les affaires du Continent. Il répondit en affirmant qu’il serait imprudent d’entreprendre des opérations navales tant que la situation intérieure ne serait pas affermie. Il demandait que John Hampden et ses partisans soient « mis au fouet pour leur faire entendre raison ». Les juges avaient autorisé le roi à lever l’impôt de guerre (ship money), mais pour Wentworth cela ne changeait rien à l’affaire. Lorsque les Puritains écossais se rebellèrent, il réclama des mesures répressives énergiques, envoyant 2 000 £ au roi en février 1639 comme contribution personnelle aux frais de guerre, tout en déconseillant de marcher sur l’Écosse tant que l'armée anglaise ne serait pas suffisamment entraînée, et en recommandant quelques concessions en matière de religion.

### Conseiller du roi
Wentworth fut rappelé en Angleterre en septembre 1639. Nommé premier conseiller du Roi, on attendait de lui qu'il résolve les problèmes de politique intérieure, à savoir : la banqueroute de la Couronne et la guerre avec les Covenantaires écossais. Inconscient de la montée du ressentiment en Angleterre au cours de ses années d’absence, il recommanda de convoquer les Chambres élues pour faire approuver la poursuite de la guerre, envisageant un emprunt des conseillers du roi en cas d'échec pour éviter à Charles Ier de se soumettre aux parlementaires. En janvier 1640, il fut élevé au rang de comte de Strafford, et en mars se rendit en Irlande pour réunir l'assemblée, où un vote des catholiques garantit la demande de fonds pour poursuivre la guerre contre les  Presbytériens écossais. Une armée irlandaise devait même être mobilisée pour aller combattre en Écosse. Lorsque le comte de Strafford retourna en Angleterre, il essaya de gagner les pairs à la cause du roi, puis convainquit Charles Ier qu'il pouvait se contenter d'un emprunt plus modeste que celui qu'il avait primitivement envisagé.
À cette époque, Antoine van Dyck, « peintre principal en ordinaire de sa Majesté » réalisait des portraits  en plusieurs versions afin de pouvoir les envoyer comme cadeaux diplomatiques ou les donner aux partisans du roi. Il a peint neuf portraits de Thomas Wentworth.

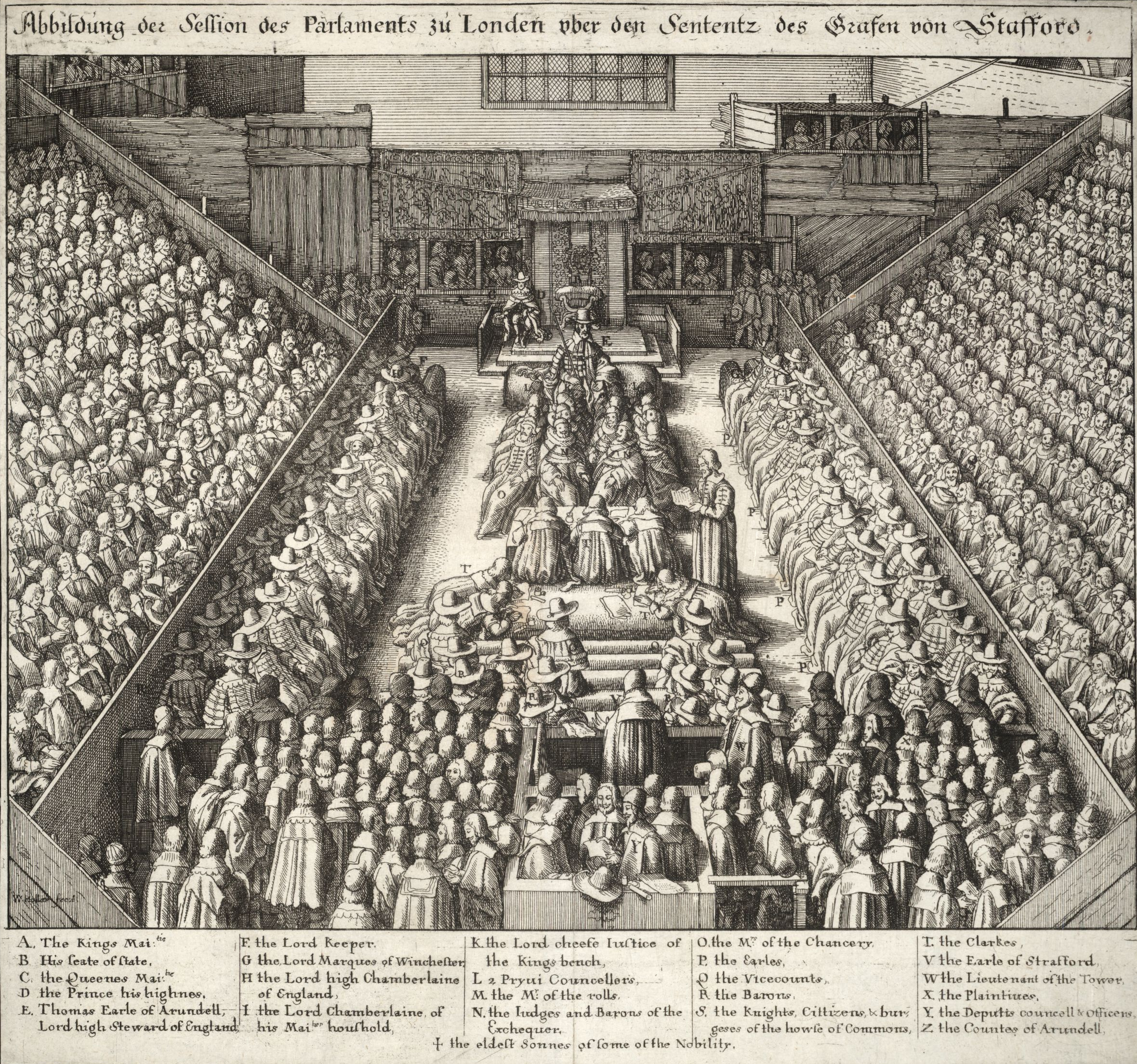
Gravure détaillée du procès du comte de Strafford par Wenceslas Hollar, avec mention de différents protagonistes.

Mais la Chambre des Communes était déterminée à faire la paix avec l'Écosse ; et de son côté Charles Ier, conseillé en cela (ou peut-être trahi) par Henry Vane l'Aîné, renouvela sa demande de subsides initiale, de sorte que le 9 mai, au Conseil Privé, Wentworth de Strafford dut à contre-cœur voter la dissolution du Parlement. Au sein de ce « Comité des Huit », Vane et quelques autres proposèrent de s'en tenir à de simples mesures défensives contre l’invasion, alors que Strafford était partisan de l'attaque : « Frappez vigoureusement ou laissez-les... mener la guerre énergique que vous aviez décidée, sans vous encombrer des règles de gouvernement, puisque vous êtes réduit à la plus extrême nécessité, il faut tenter tout ce que votre pouvoir vous permet... Vous avez en Irlande une armée que vous pouvez employer à soumettre ce royaume... » Il essaya de contraindre les bourgeois de Londres à avancer l’argent au roi, appuya le projet de désindexer la monnaie et même de saisir les dépôts en or des marchands étrangers à la Tour de Londres. Il défendit encore l'idée d'emprunter de l'or à l'Espagne en échange d'une promesse d'alliance prochaine. Wentworth reçut le commandement de l'armée d'Angleterre, et fut fait chevalier de l’Ordre de la Jarretière ; mais à ce moment crucial de sa carrière, il tomba malade. Au grand conseil des pairs qui se réunit le 24 septembre à York, on vota la paix, et Charles annonça qu'il avait signé un décret convoquant de nouveau le Parlement.
En novembre 1640, il n'y avait plus rien d'autre à faire que de dissoudre la Chambre. Le Long Parlement se réunit le 3 novembre 1640, et Charles Ier convoqua immédiatement le comte de Strafford à Londres, lui promettant qu’« on ne porterait atteinte ni à sa personne, ni à son honneur, ni à sa fortune ». L'une des premières exigences du Parlement après son silence forcé de 11 années fut que l'on démette Strafford pour son « inconduite manifeste » pendant son gouvernement en Irlande. Wentworth arriva le 9 novembre et le lendemain demanda au roi d'ajourner son renvoi en accusant les chefs du parti populiste de collusion avec les Écossais. Ce plan ayant été éventé, John Pym relaya d'emblée la procédure de destitution devant la Chambre des lords. Strafford vint en personne affronter ses accusateurs, mais on le fit sortir et on le mit sous bonne garde. Le 25 novembre les débats s'engagèrent sur le premier chef d'inculpation, entraînant son incarcération à la Tour de Londres, puis le 31 janvier 1641, tous les chefs d'accusation furent exposés. On reprochait au comte de Strafford d'avoir attenté aux lois fondamentales du royaume, en s'appuyant sur son fameux argument : Vous avez en Irlande une armée que vous pouvez employer à soumettre ce royaume.

### Échec de la procédure de destitution et vote du «Bill of Attainder»
Quelque tyrannique qu'ait pu avoir été la conduite de Strafford, ses abus ne pouvaient être qualifiés en crime de Haute trahison ; la copie à peine rédigée de notes sur le discours de Strafford prononcé en comité au Conseil, son authenticité désavouée par des conseillers qui y avaient assisté, ne pouvaient suffire à convaincre un tribunal. Il aurait fallu interpréter ses paroles de façon par trop biaisée ; produire ses propos sur la sujétion de l'Angleterre en passant sous silence ce qu'il disait de l'Écosse, et en faisant abstraction du contexte. Strafford sut parfaitement tirer parti des points faibles de l'argumentaire de l'accusation, et les lords, ses juges, furent favorablement influencés en sa faveur. Mais par delà l’aspect purement juridique de l’affaire, se dressait la grave question constitutionnelle de la responsabilité devant la nation du chef du gouvernement et de son administration. La procédure de destitution (impeachment) tourna court lors de la séance du 10 avril.
À ce moment, le comte de Strafford apparaissait comme le champion de la monarchie absolue, et le Parlement voulait abattre un tel symbole. C'est pourquoi la Chambre des communes introduisit une requête en Bill d'attainder, ce qui signifiait essentiellement que, quels que soient les torts de Thomas Wentworth, il pourrait être exécuté sur simple vote du Parlement. Le 13 avril, la chambre des Communes vota la motion par 204 voix contre 59. La loi pouvait encore être rejetée par la Chambre des lords, dont le comte de Strafford était membre. 
Le 29 avril le roi s’adressa aux parlementaires de la Chambre des lords pour défendre son ex-conseiller. S'il refusa de considérer le comte de Strafford coupable de haute trahison, il le déclara coupable de malversation. Il ajoutait qu’il ne le croyait plus digne de servir la couronne dans un emploi de confiance. Le roi espérait par cette manœuvre sauver le comte de la peine capitale. La déclaration du roi provoqua l'indignation de la Chambre des Communes.
Le roi envisagea d'acheter les chefs de l'opposition au Parlement, puis de prendre de force la Tour de Londres pour libérer le comte de Strafford, mais la révélation du complot armé le 5 mai, la vindicte populaire contre l'ancien conseiller fut telle que cela incita les Lords à voter la condamnation et à transmettre les résultats du vote au roi. Seul un refus de signature du roi pouvait désormais épargner Wentworth.
Le comte de Strafford avait servi Charles Ier avec une loyauté sans faille, et la signature de la condamnation constituait pour le monarque un drame de conscience, d'autant qu'à l'annonce du vote d'un Bill d'attainder, il avait une nouvelle fois assuré à son ancien conseiller que « sur la parole d'un roi », on n'attenterait « ni à [sa] vie, ni à [son] honneur, ni à [sa] fortune ». Strafford écrivit alors à son souverain pour le délier de ses promesses, l'assurant de sa résolution de mourir comme prix de la réconciliation de Charles avec ses sujets : « Je vous prie très-humblement, pour éviter les massacres qui pourraient advenir par votre refus, de signer le décret ; et par ce moyen de dégager... cette misérable chose du chemin qui mène à cet accord béni, que Dieu, j'en suis sûr, établira à jamais entre vous et vos sujets. » Charles signa le décret le 10 mai par crainte que le mouvement populaire ne conduise à la chute de la monarchie en cas de refus.

### Son exécution et ses conséquences

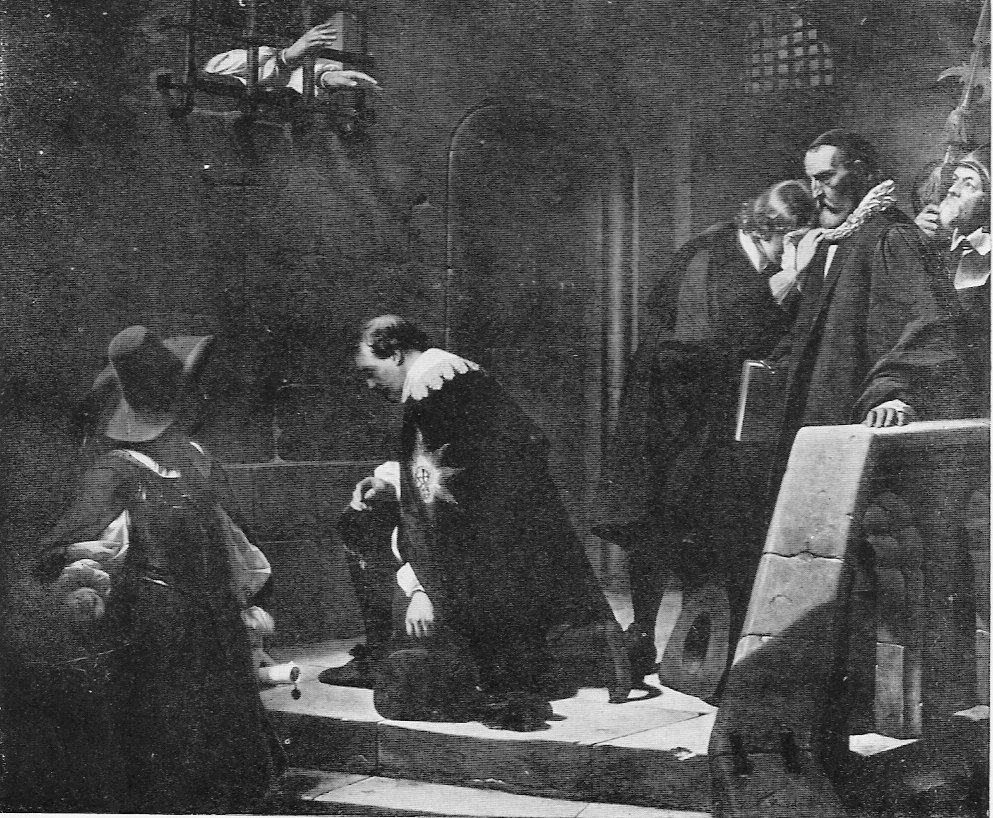
Strafford mené à l’échafaud, par Paul Delaroche, huile sur toile, 1836, représentant l'archevêque Laud donnant depuis sa cellule les derniers sacrements au comte de Strafford.

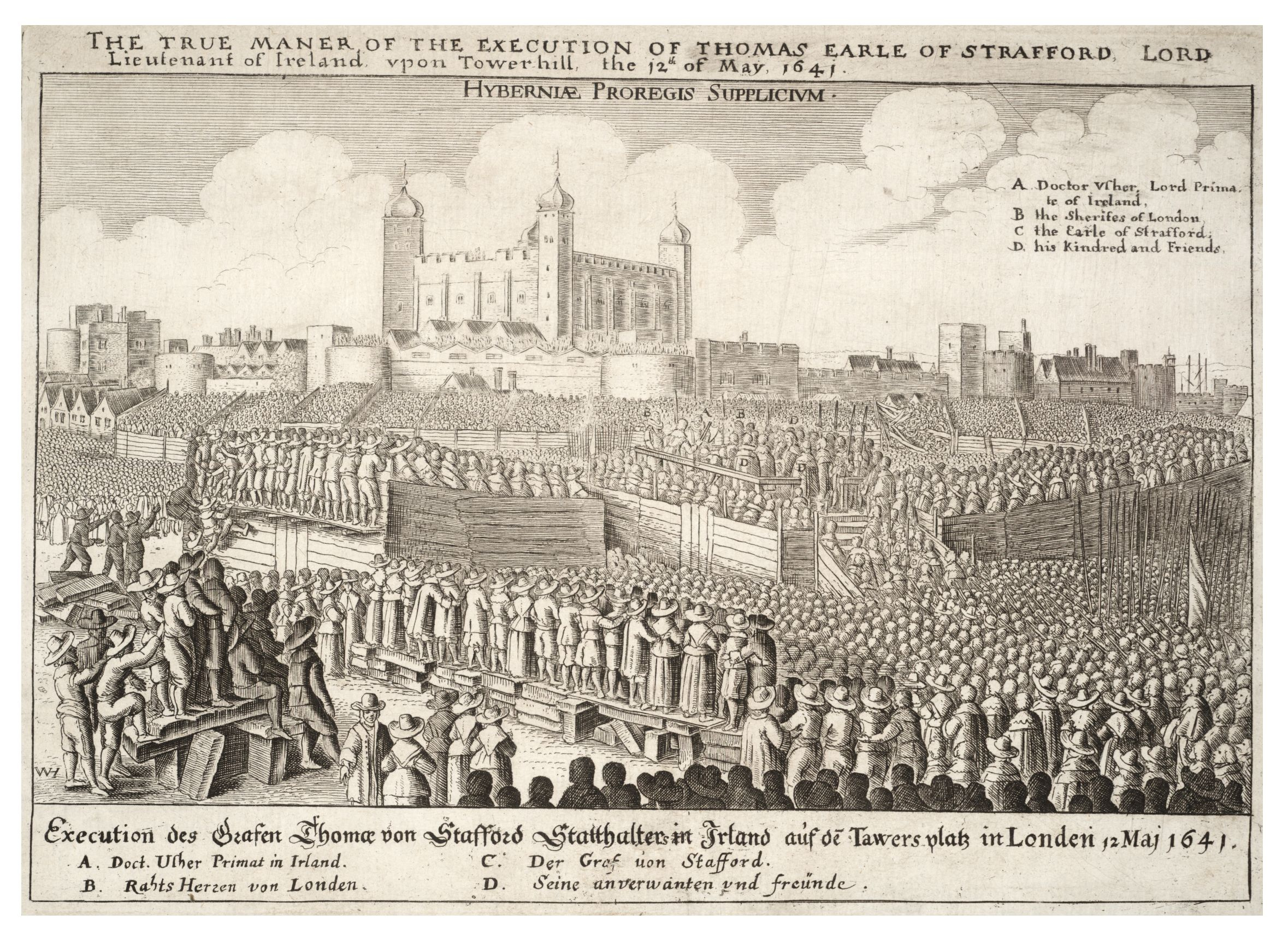
Gravure de Wenceslas Hollar montrant de loin le supplice du comte de Strafford, avec indication des notables présents.

Strafford affronta son destin deux jours plus tard à Tower Hill, recevant les derniers sacrements de l’archevêque Laud, qui était lui-même prisonnier à la Tour de Londres. Thomas Wentworth fut décapité devant une foule de 200 000 personnes le 12 mai 1641. Un de ses parents, Thomas Wentworth (1er comte de Cleveland), qui devait plus tard combattre dans les rangs du roi au début de la Guerre civile, assistait à l’exécution. À l'annonce de l'exécution de l'ancien gouverneur, en octobre 1641, l’Irlande se souleva de nouveau, et de nouveau le Parlement et le roi marchandèrent sur la mobilisation d'une armée.
Lorsque, huit ans plus tard, Charles Ier fut à son tour mené à l'échafaud, ses dernières paroles furent pour voir dans son exécution un châtiment divin pour avoir laissé tuer Strafford.
Le comte de Strafford avait eu la chance de réaliser ses idéaux, et l'échec final de son gouvernement en Irlande, particulièrement son incapacité à se maintenir en poste malgré ses indiscutables succès, annonçaient le déclin de l'autocratie. Si cet échec avait pu survenir en Irlande, un pays aux traditions politiques encore brutes et grossières, que ne fallait-il penser d'une tentative de centralisation et de pouvoir absolu à l'exécutif en Angleterre, où les principes de gouvernement parlementaire, tant sur le plan théorique que pratique, s'épanouissaient désormais?
Thomas Wentworth, qui au cours de sa carrière avait multiplié les ennemis était pourtant un homme capable d’inspirer de l'amitié ; Thomas Roe le décrit comme « ...sévère à l'extérieur et dans les affaires, mais doux dans la conversation privée ; réservé en amitié mais très fidèle ; un juge terrible et un ennemi redoutable ». Philip Warwick décrit ainsi son aspect : « De sa personne il était de haute stature, mais se tenait le cou penché vers l'avant. D'un air absent lorsqu'il s'asseyait ou réfléchissait, il était tantôt sérieux, tantôt facétieux lorsqu'il s'exprimait, en arborant une mine lumineuse et très agréable ; et en effet, quoi qu'il fît, il le faisait avec beaucoup de grâce. » Comme il se moquait lui-même de ses « forts et inélégants sourcils », Lord Exeter lui répondit qu'ayant pour sa part été « affligé d'un sourcil rare surmonté de poils blancs », il n'aurait « jamais pu gouverner l’Irlande ni le  Yorkshire. »

## Famille
Thomas Wentworth se maria trois fois :
- d’abord avec Margaret Clifford († 1622), fille de Francis Clifford, 4e comte de Cumberland.
- puis en février 1625 avec Arabella Holles († octobre 1631), fille de John Holles, 1er comte de Clare.
- et enfin en octobre 1632 avec Elizabeth Rhodes, fille de Godfrey Rhodes.

En 1662, le Parlement annula son acte de mort civile pour permettre à son fils William Wentworth d’hériter du titre de comte de Strafford.
Il a pour neveu le poète Wentworth Dillon.